# Impasse Rolleboise
Impasse Rolleboise är en återvändsgata i Quartier de Charonne i Paris tjugonde arrondissement. Gatan är uppkallad efter den tidigare byn Rolleboise. Impasse Rolleboise börjar vid Rue des Vignoles 22.

## Omgivningar
- Saint-Jean-Bosco
- Jardin Damia
- Jardin Casque-d'Or
- Place Marc-Bloch
- Impasse des Crins
- Impasse de Casteggio
- Impasse des Souhaits
- Impasse Poule
- Impasse de Bergame
- Impasse de la Confiance
- Rue des Orteaux

## Bilder
| - Impasse Rolleboise. - Gatuskylt. - Saint-Jean-Bosco. - Jardin Damia. |

## Kommunikationer
- Tunnelbana – linje  – Alexandre Dumas
- Tunnelbana – linje  – Buzenval
- Tunnelbana – linje  – Avron
- Busshållplats Vignoles – Paris bussnät

### Webbkällor
- ”Impasse Rolleboise”. Mairie de Paris. https://web.archive.org/web/20160303173540/http://www.v2asp.paris.fr/commun/v2asp/v2/nomenclature_voies/Voieactu/8303.nom.htm. Läst 27 januari 2024.
- ”Impasse Rolleboise (20ème arrondissement)”. Les rues de Paris. https://web.archive.org/web/20160409035641/http://www.parisrues.com/rues20/paris-20-impasse-rolleboise.html. Läst 27 januari 2024.